# Szymon (Morozow)
Szymon, imię świeckie Aleksandr Wasiljewicz Morozow (ur. 13 października 1975 w Engelsie) – rosyjski biskup prawosławny.

## Życiorys
Pochodzi z rodziny robotniczej. W 1993 podjął studia w Instytucie Technologicznym w Engelsie, jednak zrezygnował z nich po roku. W latach 1994–1996 mieszkał w placówkach filialnych ławry Troicko-Siergijewskiej. Następnie wstąpił do seminarium duchownego w Saratowie i jako jego słuchacz złożył 22 maja 1997 wieczyste śluby mnisze w cerkwi Ikony Matki Bożej „Ukój Mój Smutek” w Saratowie. 1 czerwca tego samego roku w cerkwi św. Dymitra z Tesaloniki w Saratowie został wyświęcony na diakona. 8 października 1999 przyjął święcenia kapłańskie z rąk arcybiskupa saratowskiego Aleksandra.
W latach 2000–2004 studiował w Moskiewskiej Akademii Duchownej, rok akademicki 2001/2002 spędził w Grecji, na wydziale pedagogicznym uniwersytetu w Patras. Po ukończeniu Akademii wrócił do eparchii saratowskiej. Wykładał w seminarium saratowskim bizantynologię, patrologię, historię Kościoła oraz język nowogrecki, był także kierownikiem studium zaocznego.
Od 2010 do 2011 służył w eparchii rostowskiej, kierując parafią św. Michała Archanioła w Pozdniejewce. Po utworzeniu eparchii szachtyńskiej przeszedł do służby na jej terenie. Został dziekanem dekanatu tarasowskiego, sekretarza eparchii i proboszczem soboru Opieki Matki Bożej w Szachtach,  cerkwi Świętych Nowomęczenników i Wyznawców Rosyjskich w Tarasowskim, cerkwi św. Michała Archanioła w Pozdniejewce, opiekował się także domami modlitewnymi św. Eliasza w chutorze Niżniemakiejewskim oraz Trójcy Świętej w Kriworożu.
30 maja 2014 otrzymał nominację na biskupa szachtyńskiego i millerowskiego. Dzień później otrzymał godność archimandryty. Jego chirotonia biskupia odbyła się pod przewodnictwem patriarchy moskiewskiego i całej Rusi Cyryla I w soborze Przemienienia Pańskiego na terenie Monasteru Wałaamskiego, 11 lipca 2014.